# Nazhat Shameem
Nazhat Shameem Khan (n. 1960) es una diplomática y exjueza fiyiana que ocupó el cargo de Representante Permanente de Fiyi ante las Naciones Unidas entre 2014 y 2022. También fue presidenta del Consejo de Derechos Humanos de las Naciones Unidas en 2021. Fue jueza del Tribunal Superior de Fiyi entre 1999 y 2009, la primera mujer en hacerlo. Actualmente es fiscal adjunta de la Corte Penal Internacional.
Durante la investigación de la conducta del fiscal jefe Karim Khan, en 2025 Nazhat ha continuado con las funciones de la fiscalía junto con el fiscal adjunto Mame Mandiaye Niang.